# Verzetsmonument Wolvega
Het verzetsmonument in Wolvega is een monument ter nagedachtenis aan het Nederlands verzet in de Tweede Wereldoorlog.

## Achtergrond
De Utrechtse beeldhouwer Jan van Luijn kreeg in 1947 via architect D. Witteveen de opdracht een bevrijdingsmonument voor Wolvega te maken. Volgens zijn biografie noemde hij het Eenheid tussen man en vrouw in de oorlogsjaren. Van Luijn maakte ook verzetsmonumenten voor Appelscha en Ferwerd.
Het monument werd op 3 mei 1952 in de tuin van Huize Lindenoord onthuld. In 2025 is het monument verplaatst naar het grasveld van het Griffioenpark voor het gemeentehuis.

## Beschrijving
De ononderbroken band in de sokkel staat symbool voor de ketening tijdens de oorlogsjaren. Daarboven staan een man en een vrouw die de touwen om hun armen lostrekken en elk met een voet op een gevelde draak staan.
In de sokkel is een tekst van J.K. Dijkstra aangebracht: 

MAN EN VROUW
IN BANGE TIJD
EEN IN LIJDEN.
EEN IN STRIJD.
1940 - 1945